# Westminster (wieś w Vermont)
Westminster – wieś w Stanach Zjednoczonych, w stanie Vermont, w hrabstwie Windham.